# تونی هاتلی
تونی هاتلی (انگلیسی: Tony Hateley؛ ۱۳ ژوئن ۱۹۴۱ – ۱ فوریهٔ ۲۰۱۴) یک بازیکن فوتبال اهل بریتانیا بود.